# Noturus lachneri
Noturus lachneri är en fiskart som beskrevs av Taylor, 1969. Noturus lachneri ingår i släktet Noturus och familjen Ictaluridae. IUCN kategoriserar arten globalt som starkt hotad. Inga underarter finns listade i Catalogue of Life.